# Bechtold Goßwin
Bechtold Goßwin (* um 1430 in Bremen; † 1482 in Frankfurt am Main) war ein spätestens 1457 in Frankfurt am Main wirkender deutscher Maler.

## Leben und Werk

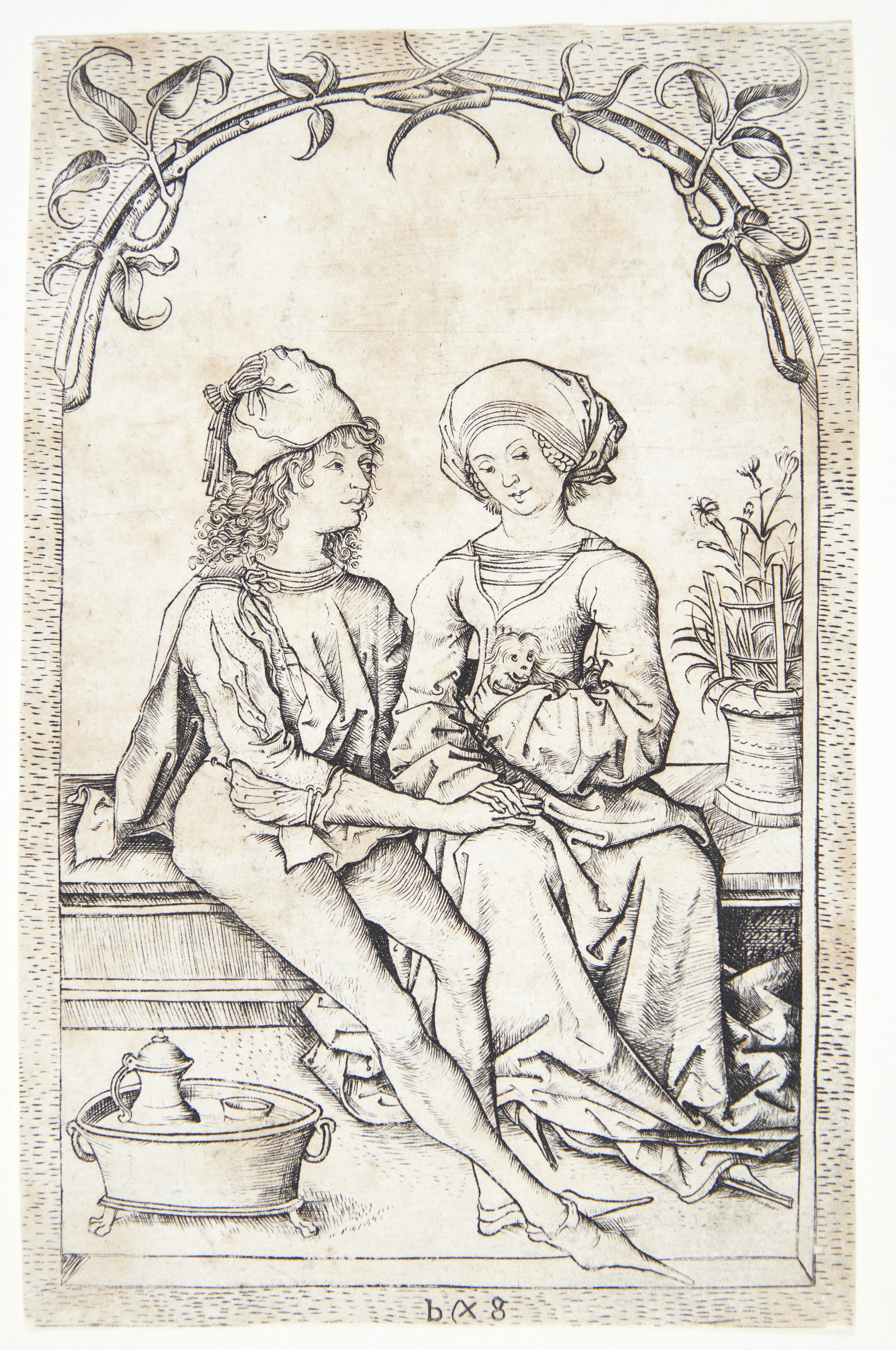
Eine Radierung des Monogrammisten g x b, vielleicht ein Werk des Bechtold Goswin

Bechtold Goßwin ist vor 1457 aus Bremen nach Frankfurt am Main zugewandert, wo er 1462 als Bürger aufgenommen wurde. Er wohnte damals bei seiner Schwiegermutter Kathrin der Malerin im Haus Seligenstadt am Alten Markt, in dem vorher der Maler Fritz gewohnt hatte. 1469 wohnt er im benachbarten Haus zum Kleinen Paradis. Als er 1482 starb, hinterließ er die Kinder Bechtold den Jüngeren, Hans und Katharina.
Urkundlich wird 1484 ein Marienbild erwähnt. 1470 hatte der Maler in der Nikolaikirche einen Adler im Gewölbe gemalt.
Unter den heute erhaltenen Werken ist ihm keines mehr mit Sicherheit zuzuschreiben. Allerdings hat Michaela Schedl jüngst vorgeschlagen, mit Bechtold Goßwin den am Mittelrhein tätigen Monogrammisten „b x g“ zu identifizieren, der verschiedene Werke des sogenannten Hausbuchmeisters aus der Zeit um 1480 nachgestochen hat.